# Franz von Hausmann
Franz von Hausmann, Franz von Hausmann zu Stetten, Freiherr zum Stein unter Lebenberg, Lanegg und Greiffenegg (* 16. September 1810 in Bozen; † 4. August 1878 ebenda), war ein österreichischer Gutsbesitzer und Botaniker. Sein offizielles botanisches Autorenkürzel lautet „Hausm.“
Franz von Hausmann stammte aus dem Adel, die Familie Hausmann wanderte im 14. Jahrhundert aus Deutschland in Tirol ein und wurde 1675 in den Freiherrenstand erhoben. Hausmann studierte ab 1828 erst Jura und dann Medizin in Pavia und Prag. Nach dem Tod des Vaters brach er das Studium ab und übernahm die Verwaltung des Familienguts. 
Er interessierte sich seit seiner Jugend für Botanik. Von 1851 bis 1854 veröffentlichte er eine Flora von Tirol. In ihr wertete er auch Forschungen von Ludwig Heufler von Hohenbühel aus, der ihn seinerzeit zur Sammlung von Pflanzen für ein tirolisches Herbarium am Museum Ferdinandeum anregte. Ab 1844 ordnete er diese Sammlung. Seine eigene Sammlung von Insekten, Moosen, Blütenpflanzen und Flechten ist im Tiroler Landesmuseum Ferdinandeum (Flechten) in Innsbruck, dem Bozner Gymnasium (Insekten) und in Privatsammlungen (die Moose vermachte er P. Gremblich in Hall, die Phanerogamensammlung wurde verkauft und in alle Welt zerstreut).
Er blieb zeitlebens in Bozen.

## Schriften
- Flora von Tirol, 3 Hefte, Innsbruck, Wagnersche Buchhandlung 1851–1854
  - Nachträge dazu in: Verh. der zoolog.-botan. Ges. in Wien, Band 9, 1859; Band 10, 1860; Band 12, 1862; Band 13, 1863 usw.